# 斎藤阿具
斎藤 阿具（さいとう あぐ、1868年3月11日（慶応4年2月18日） - 1942年（昭和17年）3月1日）は、日本の歴史学者。夏目漱石の友人として知られる。

## 人物
武蔵国足立郡尾間木村（現・埼玉県さいたま市）出身。1890年第一高等中学校卒業。1893年東京帝国大学史学科卒業、大学院に進む。1897年第二高等学校教授。1903年から3年間ドイツ、オランダに留学。留学中に本郷区駒込千駄木町の家を夏目漱石に貸した。漱石はここで『吾輩は猫である』を書いたため、「夏目漱石旧宅跡」として区指定史跡とされ旧居記念碑が建っており、旧居は明治村に移築された。
帰国後第一高等学校教授となり、芥川龍之介、久米正雄、山本有三らを教えた。1921年文学博士の学位を授与される。1933年定年退官。1938年名誉教授。日本とオランダの交渉を研究し、ヘンドリック・ドゥーフ（ヅーフ）、フィッセルの日本見聞記を訳した。墓所は多磨霊園(5-1-12)。
長女は、のちに衆議院議員となる山口政二と結婚する。

## 著書
- 西力東侵史 金港堂書籍 1902 NDLJP:991482
- ヅーフと日本 広文館 1922 NDLJP:1918493/5
- 西洋史 佐藤兄弟商会 1927
- 西洋文化と日本 創元社 1941 NDLJP:1238849

## 翻訳
- 異国叢書第5 ヅーフ日本回想録 フィッセル参府紀行 駿南社 1928 のち雄松堂書店 1966、雄松堂出版 2005

## 参考資料
- 森於菟の随筆『砂に書かれた記録 11』（『父親としての森鴎外』所収）に、昭和6年、斎藤阿具が、鴎外漱石が住んだ千駄木の家についての経緯を、森於菟に尋ねる手紙が2通掲載されている。
- 斎藤阿具 著「夏目君と僕と僕の家」、猪野謙二 編『定本漱石全集』 別巻、岩波書店、2018年。 NCID BB22756985。